# René Rensch
René Rensch (n. 18 martie 1969, Kyritz, Brandenburg, Germania) este un timonier ce a reprezentat Republica Democrată Germană, medaliat olimpic. A participat la o ediție a Jocurilor Olimpice (1988) în care a câștigat o medalie de argint.

## Participări
Lista de mai jos prezintă principalele competiții la care a participat René Rensch de-a lungul carierei.
- rowing at the 1988 Summer Olympics – men's coxed pair[*][5]